# Oxycopis notoxoides
Oxycopis notoxoides är en skalbaggsart som först beskrevs av Fabricius 1801.  Oxycopis notoxoides ingår i släktet Oxycopis och familjen blombaggar. Inga underarter finns listade i Catalogue of Life.